# Leodamas minutus
Leodamas minutus är en ringmaskart som beskrevs av Lopez, Cladera och San Martin 2003. Leodamas minutus ingår i släktet Leodamas och familjen Orbiniidae. Inga underarter finns listade i Catalogue of Life.